# Hare Hare
«Hare Hare» es una canción grabada por el grupo femenino surcoreano Twice. Fue lanzada oficialmente por Warner Music Japan en formato digital el 12 de mayo de 2023 y el 31 de mayo como sencillo en CD junto con su lado B «Catch a Wave». Además corresponde al décimo sencillo japonés de su discografía.

## Antecedentes y lanzamiento
El 22 de marzo de 2023 se anunció que Twice lanzaría su décimo sencillo para la industria japonesa desde «Doughnut», planificado para ser publicado el 31 de mayo de 2023.
El 5 de abril, fue lanzado a través de las redes sociales oficiales del grupo, a través de un breve vídeo conceptual, el noveno sencillo japonés de Twice bajo el título de Hare Hare.
Del 7 al 15 de abril, fueron lanzadas de manera sucesiva fotos conceptuales individuales de las miembros.

## Lista de canciones
| CD    |                               |                                         |                                                      |          |  |
| N.º   | Título                        | Letras                                  | Música                                               | Duración |  |
| 1.    | «Hare Hare»                   | Seo Yongwon (153/Joombas), Yu-ki Kokubo | Henri Vuortenvrita, JJean@Number K, Justin Reinstein | 3:23     |  |
| 2.    | «Catch a Wave»                | Mayu Wakisaka                           | Kuzzi, Jjean, Justin Reinstein                       | 3:33     |  |
| 3.    | «Hare Hare» (Instrumental)    |                                         | Henri Vuortenvrita, JJean@Number K, Justin Reinstein | 3:23     |  |
| 4.    | «Catch a Wave» (Instrumental) |                                         | Kuzzi, Jjean, Justin Reinstein                       | 3:33     |  |
| 13:53 |                               |                                         |                                                      |          |  |

## Historial de lanzamiento
| País   | Fecha              | Formato                       | Sello              | Ref.  |
| ------ | ------------------ | ----------------------------- | ------------------ | ----- |
| Varios | 12 de mayo de 2023 | Descarga digital streaming    | Warner Music Japan | [ 4 ] |
| Varios | 31 de mayo de 2023 | CD descarga digital streaming | Warner Music Japan | [ 4 ] |